# Sanguinetto
Sanguinetto est une commune italienne de la province de Vérone dans la région Vénétie en Italie, située à environ 100 km au sud-ouest de Venise et 30 km au sud-est de Verone. Au 31 décembre 2004, sa population est de 4009 habitants avec une superficie de 13,6 km2.
La municipalité de Sanguinetto inclus la frazione (subdivision) de Venera.

## Histoire
A la limite des communes italiennes de Sanguinetto et de Casaleone a été découvert en décembre 1876 un important trésor de monnaies romaines du IIIe siècle dit trésor de La Venèra du nom de la localité de découverte, consistant en un dépôt d'environ 50 600 antoninien et aureliani, allant des règnes de Gordien III à celui de Dioclétien.

## Administration
| Période                                  | Période | Identité | Étiquette | Qualité |
| ---------------------------------------- | ------- | -------- | --------- | ------- |
|                                          |         |          |           |         |
| Les données manquantes sont à compléter. |         |          |           |         |

### Hameaux
Venera

### Communes limitrophes
Casaleone, Cerea, Concamarise, Gazzo Veronese, Nogara, Salizzole